# Чемпионат Европы по футболу 2032
Чемпионат Европы по футболу 2032 (англ. 2032 UEFA European Football Championship, итал. Campionato Europeo di calcio UEFA 2032, тур. 2032 UEFA Avrupa Futbol Şampiyonası) или Евро 2032 — 19-й розыгрыш чемпионата Европы по футболу, футбольного турнира, проводимого каждые четыре года среди национальных сборных, входящих в состав УЕФА.
Предполагается, что он станет первым в истории турниром с участием 32 команд (в случае если УЕФА не оставит 24 команды в этом турнире).
10 октября 2023 года на конгрессе УЕФА в Ньоне (Швейцария) было объявлено, что турнир пройдёт в двух странах: Италии и Турции. 

## Участники

### Квалифицировались в финальный турнир
| Сборная | Способ квалификации | Дата квалификации | Участие | Подряд | В последний раз | Лучший результат     |
| ------- | ------------------- | ----------------- | ------- | ------ | --------------- | -------------------- |
| Италия  | Организатор         | 10 октября 2023   | 10 (?)  | (?)    | (?)             | Чемпион (1968, 2020) |
| Турция  | Организатор         | 10 октября 2023   | 5 (?)   | (?)    | (?)             | 1/2 финала (2008)    |

## Кандидаты

### Подтверждённые
- Италия— В марте 2022 года Италия подтвердила интерес на проведение турнира[3].
- Турция — Турция подала заявку также и на проведение Евро-2028[4][5].

### Исключённые
- Россия — Россия подавала заявку на Евро-2028 или на Евро-2032, но из-за вторжения России на Украину заявка была исключена[6].